# أنجلو بوليزيانو

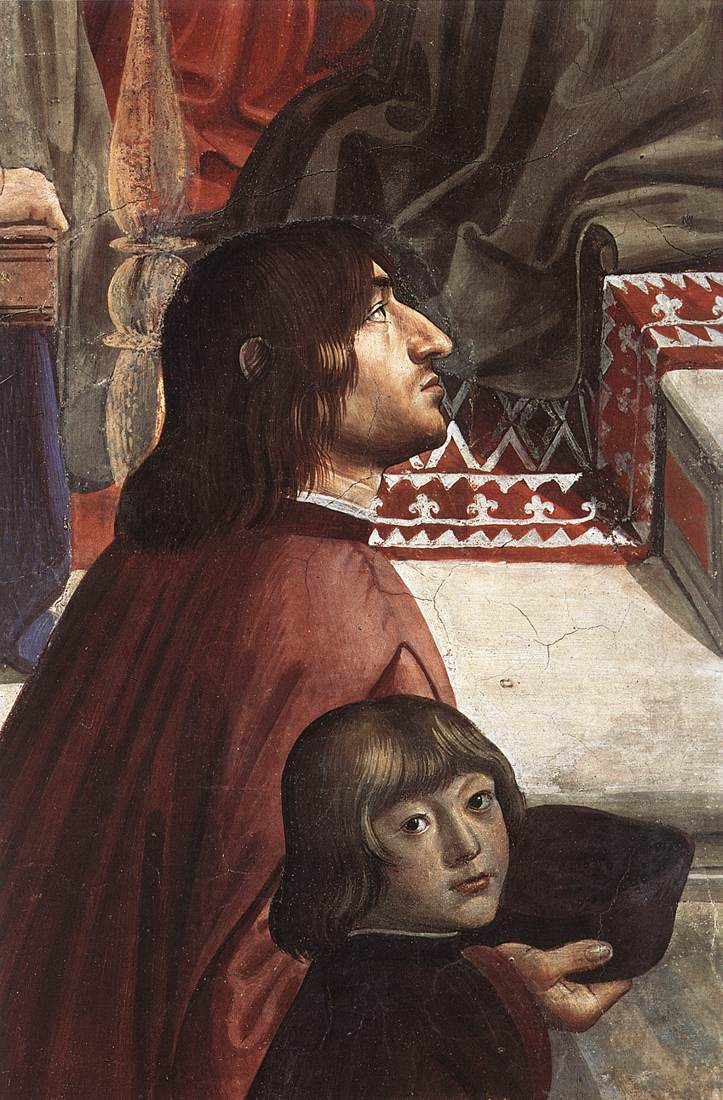
أنجلو بوليزيانو و بييرو الثاني دي ميديشي

أنجلو أمبروجيني (14 يوليو 1454-24 سبتمبر 1494)، المعروف باسمه المستعار بوليزيانو (بالإنجليزية: Politian، وباللاتينية: Politianus)، كان باحثًا كلاسيكيًا إيطاليًا وشاعرًا من عصر النهضة الإيطالية. كانت دراسته مفيدة في اختلاف عصر النهضة اللاتينية (أو الإنسانية) عن أعراف لاتينية العصور الوسطى، وفي التطورات في فقه اللغة. جاء لقبه، بوليزيانو، الذي عُرِف به بشكل رئيسي حتى يومنا هذا، من الاسم اللاتيني لمكان ولادته مونتيبولسيانو.
تشمل أعمال بوليزيانو ترجمات لمقاطع من الإلياذة لهوميروس، ونسخة من شعر كتولوس وتعليقات على المؤلفين والأدب الكلاسيكيين. جذبت دراسته الكلاسيكية انتباه عائلة ميديشي الثرية والقوية التي حكمت فلورنسا. خدم عائلة ميديشي كمدرس لأطفالهم، وبعد ذلك كصديق مقرب وصديق سياسي. مجّد شعره في وقت لاحق، بما في ذلك لا جوسترا، رعيته.
استخدم قصيدته التعليمية مانتو، المكتوبة في ثمانينيات القرن الخامس عشر، كمقدمة لمحاضراته عن الشاعر الروماني فيرجيل.

## سيرة شخصية

### بداية حياته
وُلِد بوليزيانو باسم أنجلو أمبروجيني في مونتيبولسيانو، في وسط توسكانا في عام 1454. قُتل والده بينيديتو، وهو فقيه من عائلة جيدة وقدرة متميزة، على يد الخصوم السياسيين لتبنيه قضية بييرو دي ميديشي في مونتيبولسيانو، فمنح هذا الظرف ابنه الأكبر، أنجيلو، الفرصة لمطالبة عائلة ميديشي.
بدأ بوليزيانو دراسته في فلورنسا في سن العاشرة، بعد وفاة والده المبكرة، وبقي ضيفًا لدى ابن عمه. تعلم هناك اللغات الكلاسيكية اللاتينية واليونانية. تعلم من مارسيليو فيسينو أساسيات الفلسفة. بدأ في الثالثة عشر من عمره في توزيع الرسائل اللاتينية، وكتب في السابعة عشر من عمره مقالات باللغة اليونانية، ونشر في الثامنة عشر طبعة من شعر كتولوس. فاز في عام 1470 بلقب هوميريكوس الشاب لترجمة الكتب من الجزء الثاني إلى الخامس من الإلياذة إلى سداسية تفاعيل لاتينية. أخذ لورينزو دي ميديشي، حاكم فلورنسا المستبد والراعي الرئيسي للتعلم في إيطاليا في ذلك الوقت، بوليزيانو إلى منزله، وجعله معلمًا لأطفاله، ومن بينهم بييرو المغفل (المتعوس) وجيوفاني، البابا المستقبلي ليو العاشر. جعله المحتوى الإنساني لدروسه في صراع دائم مع والدتهما كلاريشي. حصل لورينزو أيضًا على منصب متميز في جامعة فلورنسا. حاضر بوليزيانو خلال هذا الوقت في الأكاديمية الأفلاطونية تحت إدارة مارسيليو فيسينو، في كاريجي فيلا.

### السنوات الأخيرة
قضى بوليزيانو سنواته الأخيرة دون قلق مالي أو غيره، ودرس الفلسفة خلالها. طلب بييرو المغفل من البابا ألكسندر السادس أن يجعله كاردينالًا.
اعتُقِد أن بوليزيانو كان مثلي الجنس، أو كان لديه أحبّاء ذكور على الأقل، ولم يتزوج أبدًا. تشمل الأدلة الاتهامات بالسدومية الموجهة إلى السلطات الفلورنسية، والقصائد والرسائل من المعاصرين، والتلميحات داخل عمله (وعلى الأخص موسيقا الأورفيو) وظروف وفاته. أشار آخر اقتراح إلى أنه قُتل بسبب الحمى (التي قيل إنها ناجمة عن مرض الزهري)؛ والتي تفاقمت بسبب وقوفه تحت نافذة صبي كان مفتونًا به على الرغم من إصابته بالمرض. شُكّ فيه أيضًا بأنه كان عشيق بيكو ديلا ميراندولا.
رُجِّج سبب وفاته السريع إلى فقدان صديقه وراعيه لورنزو دي ميديشي في أبريل عام 1492. توفي بوليزيانو في 24 سبتمبر عام 1494 قبل أن يجتاح الغزو الأجنبي في فرنسا إيطاليا.
استُخرِجت جثتي بوليزيانو وبيكو ديلا ميراندولا في عام 2007 من كنيسة سان ماركو في فلورنسا لتحديد أسباب وفاتهما. أظهرت اختبارات الطب الشرعي أن كلا من بوليزيانو وبيكو ماتا على الأرجح بسبب تسمم بالزرنيخ، وذلك ربما بأمر من خليفة لورنزو بييرو دي ميديشي.

## وصلات خارجية
- أنجلو بوليزيانو على موقع الموسوعة البريطانية (الإنجليزية)
- أنجلو بوليزيانو على موقع ميوزك برينز (الإنجليزية)
- أنجلو بوليزيانو على موقع إن إن دي بي (الإنجليزية)
- أنجلو بوليزيانو على موقع ديسكوغز (الإنجليزية)